# Stazione di Sihlbrugg
La stazione di Sihlbrugg è un'ex stazione ferroviaria nel cantone svizzero di Zurigo. La stazione è stato chiusa definitivamente nel dicembre 2012 e da allora non sono previsti treni passeggeri che fermano nella stazione.

## Storia

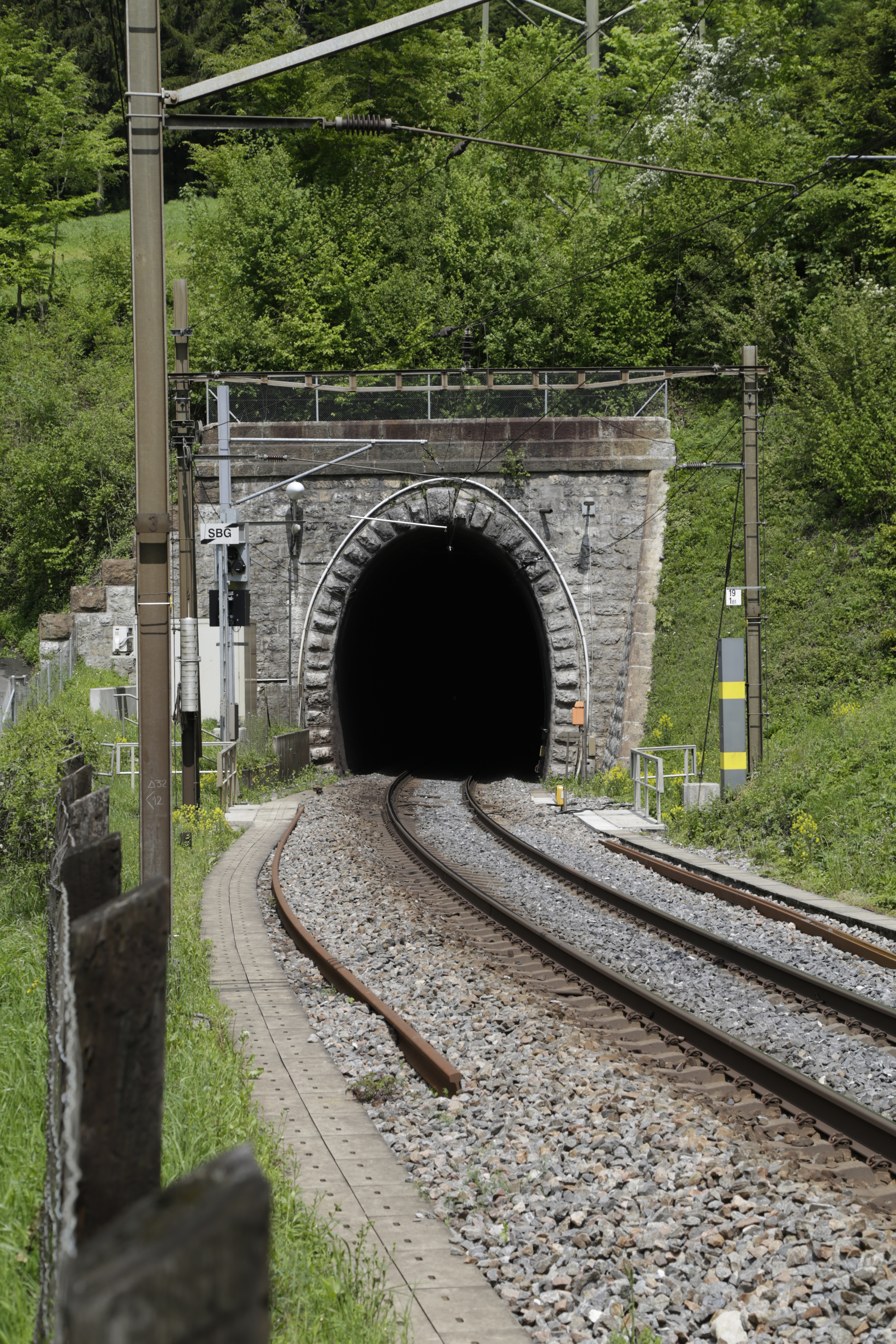
l'uscita dello Zimmerbergtunnel

La stazione è stata aperta il 1 giugno 1897 prolungando la linea della Sihltalbahn dal capolinea di Sihlwald ed è stata il capolinea della Sihltalbahn della linea S4 della SZU dal 1897 al 2006.
La stazione e compresa tra lo Zimmerbergtunnel a nord e la galleria dell'Albis a sud.
Anche se prende il nome dalla borgata di Sihlbrugg, la stazione si trova in realtà a circa 3 chilometri a nord del villaggio, nel comune di Horgen.
La stazione era un punto di congiunzione tra la ferrovia Thalwil–Arth-Goldau delle Ferrovie Federali Svizzere, che collega Zug e Zürich Hauptbahnhof, e la Sihltalbahn per Zurigo via Sihlwald. La linea delle Ferrovie Federali Svizzere effettuava servizi sia suburbani sia a lunga percorrenza e la stazione era servita dalla linea S21 della S-Bahn di Zurigo.
Il servizio suburbano sulla linea SZU tra Sihlbrugg e Sihlwald è stato sospeso nel 2006 e quel tratto di linea non effettua più servizi passeggeri regolari.
Nei mesi estivi, la stazione è servita occasionalmente dalla ferrovia storica Zürcher Museums-Bahn.

## Traffico
La stazione era servita da treni della S-Bahn di Zurigo:
- S4 (SZU) Zurigo (SZU) - Adliswil - Langnau-Gattikon - Sihlwald -Sihlbrugg
- S21 fino al 2012

Fino al 2006 la stazione di Sihlbrugg era il capolinea della S4. Attualmente il servizio ha uba cadenza di 20 minuti tra Zürich HB e Langnau-Gattikon con un treno ogni ora che continua a fino Sihlwald.
Il servizio della S21 della SBB che raggiungeva la stazione fino al 2012 è stato poi inglobata nella S24 dopo l'apertura del Weinbergtunnel.
Attualmente la stazione è un posto di movimento dove transitano i treni istradati sulla linea Thalwil–Arth-Goldau.

## Galleria d'immagini

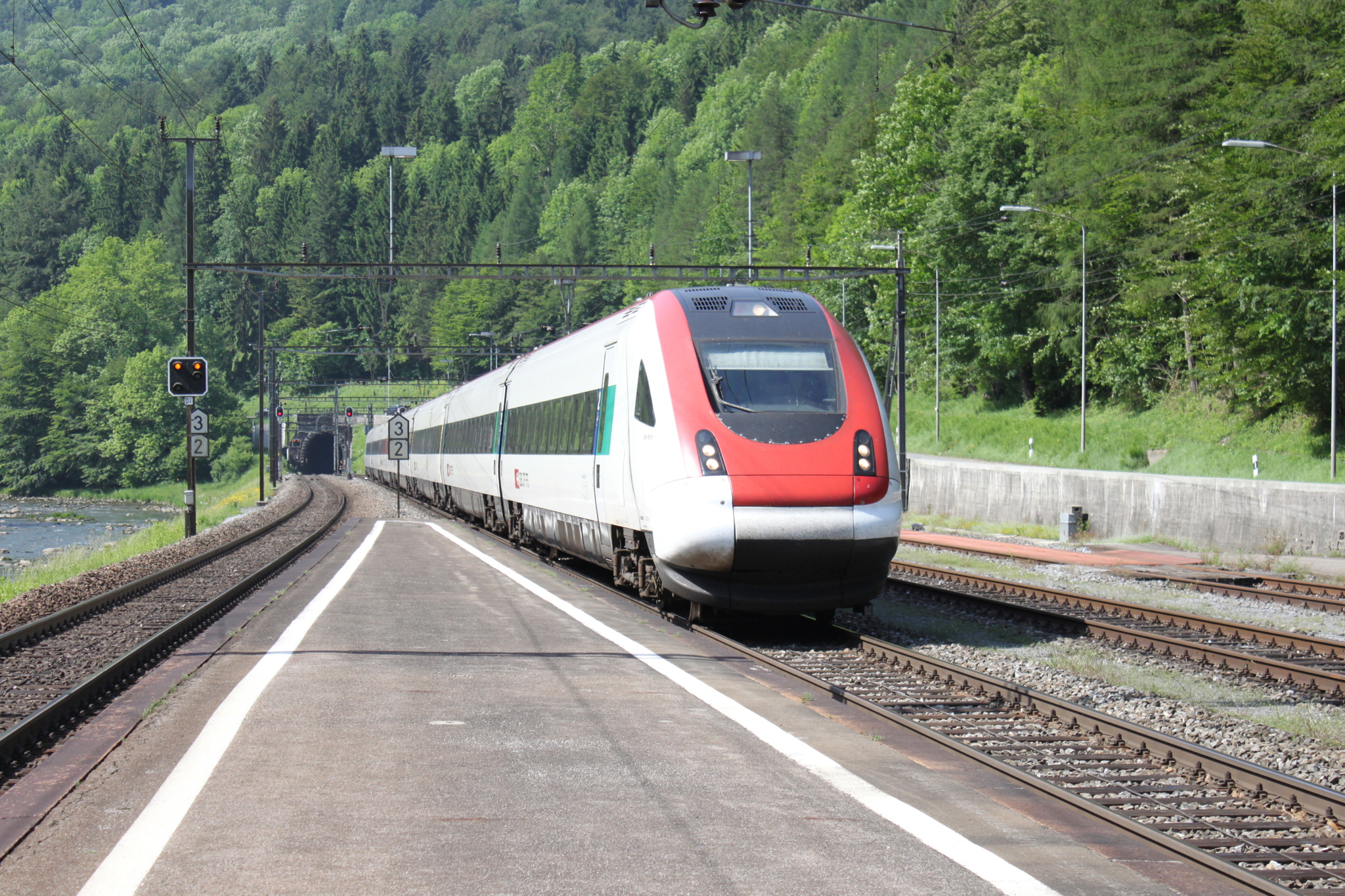
Intercity Lugano-Zurigo in transito nella stazione di Sihlbrugg
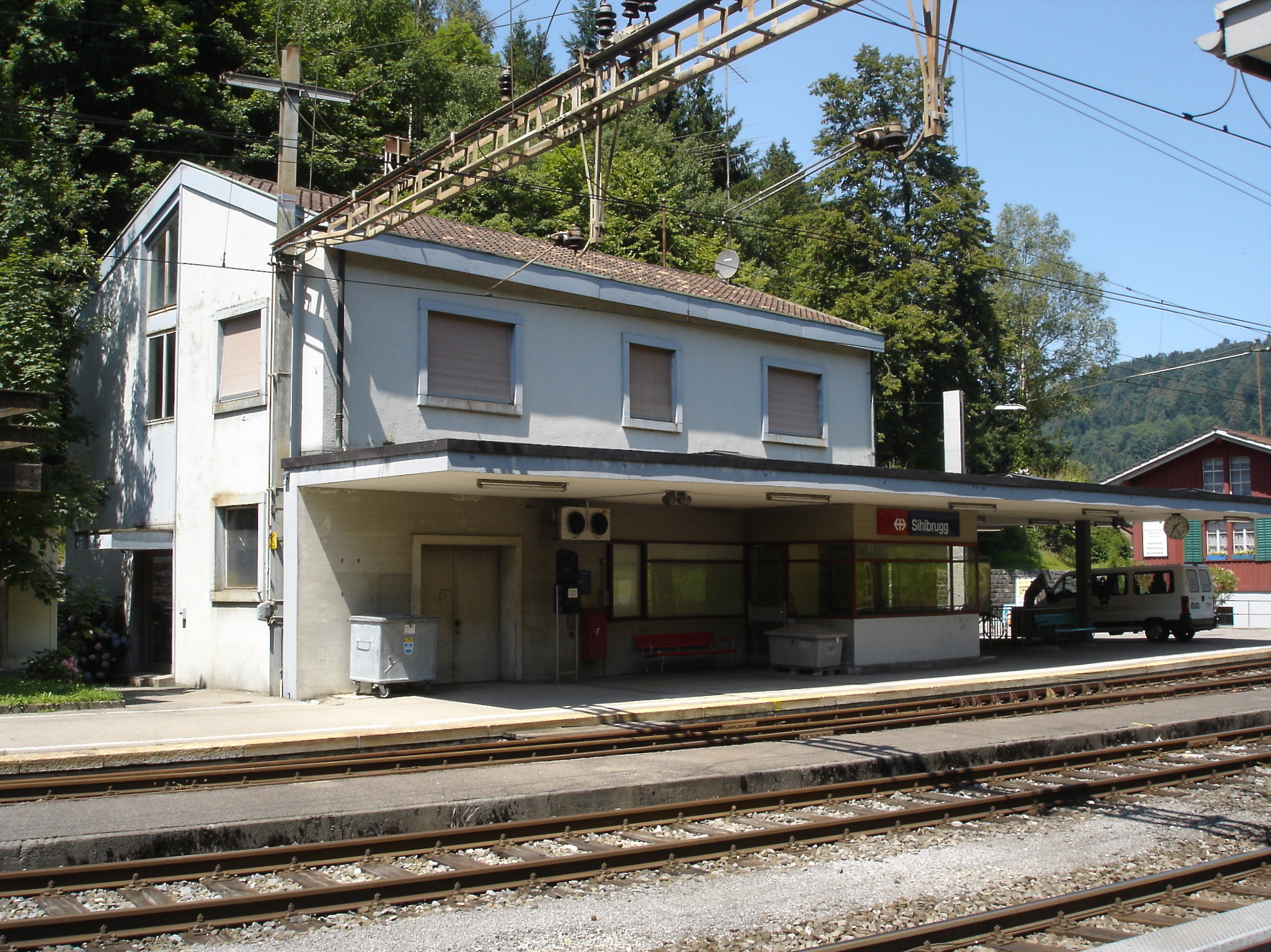
La stazione nel 2008
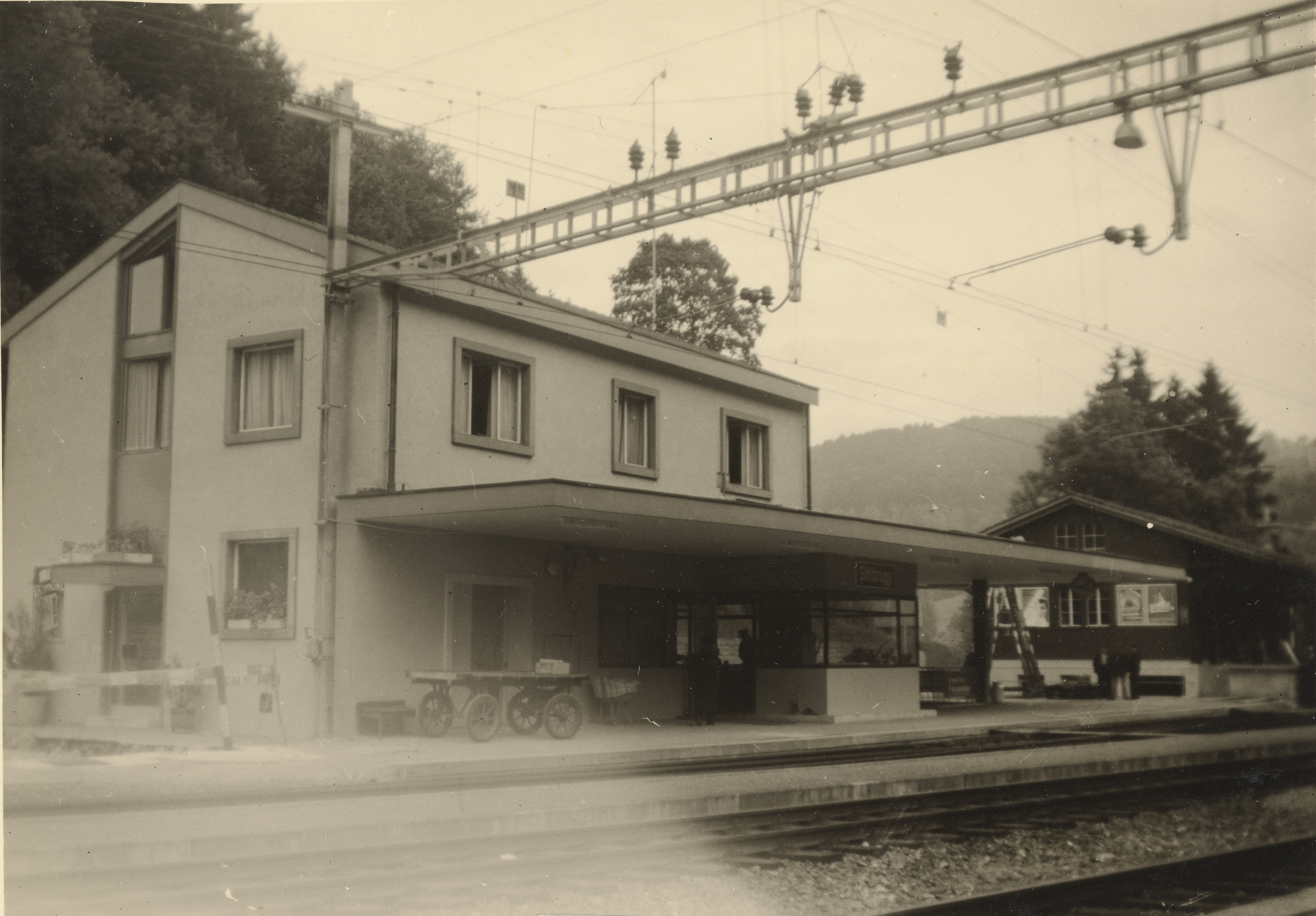
Immagine della stazione circa nel 1970